# Bio-Lebensmittel

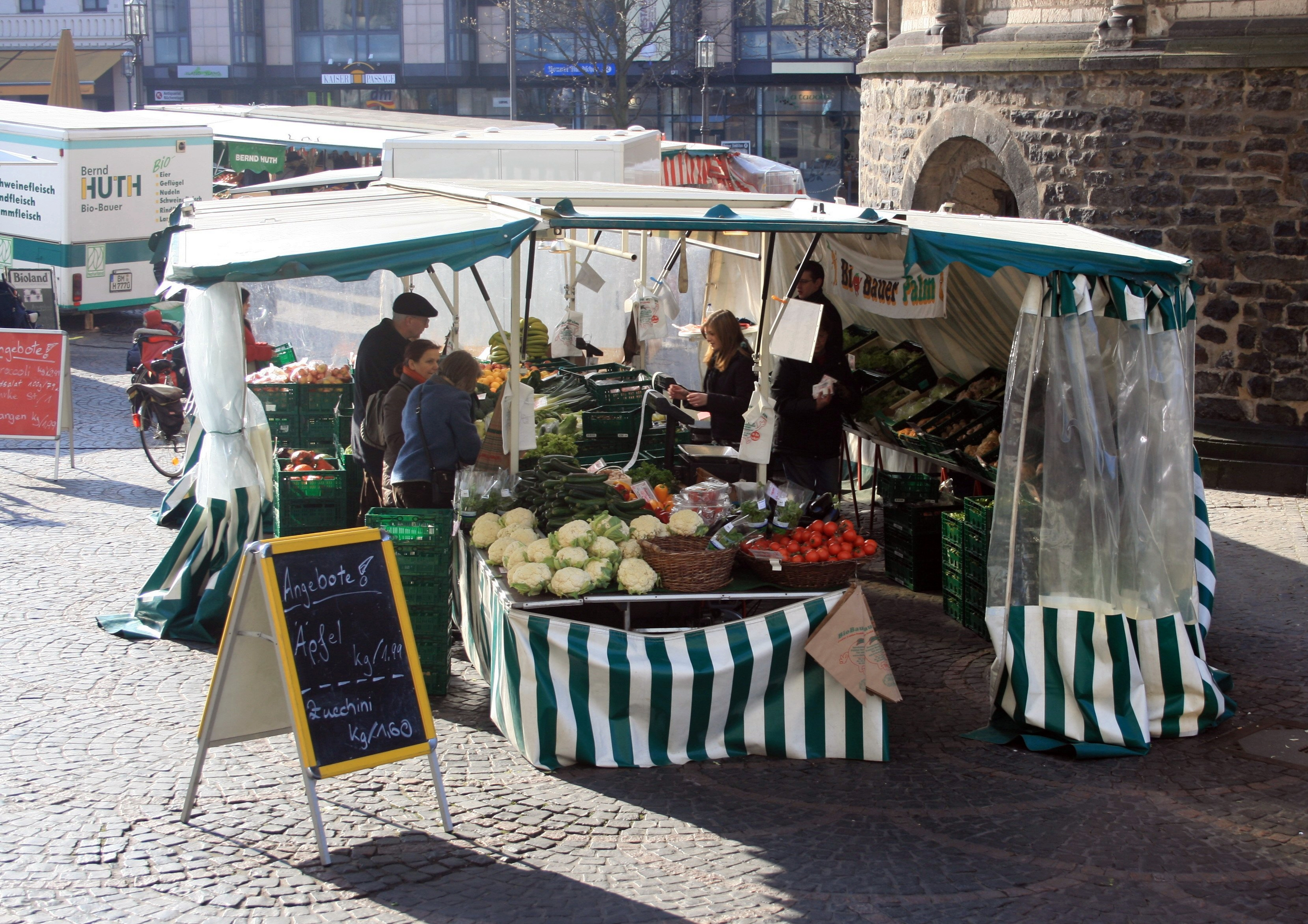
Obst- und Gemüsestand auf dem Bonner Biomarkt am Münster (2008)

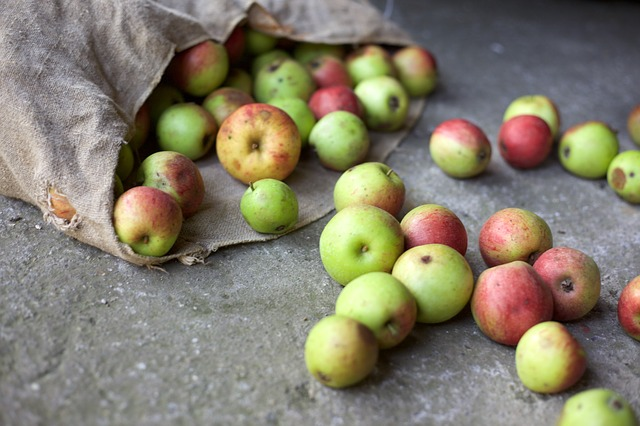
Bio-Äpfel

Als Bio-Lebensmittel werden Lebensmittel aus der ökologischen Landwirtschaft bezeichnet. Der Begriff ist in der EU gesetzlich definiert. Diese Produkte müssen aus ökologisch kontrolliertem Anbau stammen, dürfen nicht gentechnisch verändert sein und werden ohne Einsatz von chemisch-synthetischen Pflanzenschutzmitteln, Kunstdünger oder Klärschlamm angebaut. Tierische Produkte stammen von Tieren, die artgerecht gemäß EG-Öko-Verordnung gehalten werden und in der Regel nicht mit Antibiotika und Wachstumshormonen behandelt wurden. Die Produkte sind nicht ionisierend bestrahlt und enthalten weniger Lebensmittelzusatzstoffe als konventionelle Lebensmittel, dürfen aber bis zu 5 % nicht ökologisch erzeugte Zutaten enthalten.

Bio-Logo für Lebensmittel nach EU-Öko-Verordnung

Die EG-Öko-Verordnung von 2007 definiert, wie landwirtschaftliche Erzeugnisse und Lebensmittel, die als Öko-Produkte gekennzeichnet sind, hergestellt und gekennzeichnet werden müssen.
Um konventionell von ökologisch hergestellten Lebensmitteln zu unterscheiden, führte Deutschland 2001 das staatlich kontrollierte Bio-Siegel ein, mit dem nur nach der EG-Öko-Verordnung hergestellte Produkte gekennzeichnet werden dürfen. Während Biokost ein Synonym für Lebensmittel aus kontrolliert biologischem Anbau ist, kann Naturkost auch konventionell produziert sein.
Erhältlich sind Bio-Lebensmittel u. a. in Hofläden, Bioläden, Reformhäusern und zunehmend im Lebensmitteleinzelhandel sowie in Supermärkten. Bei den ökologischen Anbauverbänden sind die Richtlinien zum Teil deutlich strenger als von der EG-Öko-Verordnung vorgeschrieben. Bio-Lebensmittel sind grundsätzlich umweltfreundlicher als konventionell erzeugte.

## Geschichte
Die Vorläufer der modernen Bio-Lebensmittel sind zumindest teilweise in der Naturkost-Bewegung (siehe Lebensreform), der Siedlung auf dem Monte Verità und anderen Gruppen zu sehen, die zu Beginn des 20. Jahrhunderts Ernährung und Bewusstsein miteinander verbanden. Diese Vorläufer hatten ihre Basis in Ernährungslehren zur Vollwertkost und im Vegetarismus. Anfangs bestand Naturkost hauptsächlich aus frischem Gemüse. Die damaligen Verbraucher, die Interesse an Naturkost hatten, suchten Lebensmittel, die frei von Zusatzstoffen, frisch oder nur minimal bearbeitet waren. Der Anbauverband Demeter propagiert seit den 1920er Jahren auf anthroposophischer Grundlage eine biologisch-dynamische Landwirtschaft.
Die moderne Naturkost-Bewegung erfuhr einen Aufschwung in der Hippie-Zeit der späten 1960er und frühen 1970er Jahre. Das sprichwörtliche Müsli gewann an Popularität (siehe auch Makrobiotik, Vollwerternährung). In den 1970er Jahren entstanden in Westdeutschland die ersten Bioläden in Berlin, Hamburg und Münster. Ende der 1970er Jahre gab es bundesweit rund 100 dieser Läden. Die Verbreitung der Naturkost nahm seit Mitte der 1980er Jahre zu.
Zum Fokus auf gering verarbeitete Lebensmittel gesellte sich zunehmend die Bedeutung eines „biologischen“ Anbaus. 1971 wurde der eingetragene Verein „bio-gemüse“ gegründet, der Vorläufer der verbreiteten Bioland-Anbauvereinigung für Bio-Lebensmittel (gegründet 1976). 1979 kam der Anbauverband Biokreis hinzu, 1982 der Anbauverband Naturland. Mitte 1980er Jahre gab es bereits rund 2000 Produzenten von Bio-Lebensmitteln allein in Deutschland, die ökologische Landwirtschaft betreiben.
Im Jahr 2000 wurde ein EU-Biosiegel für Biologische Landwirtschaft und Ökologischen Landbau herausgebracht, 2001 wurde das deutsche staatliche Bio-Siegel eingeführt.
Seit 2010 gibt es in Deutschland auch tiefgekühlte Bio-Beikost als Babynahrung.
Im Jahr 2015 wurden in Deutschland über eine Million Hektar Fläche (ca. 6,4 %) ökologisch bewirtschaftet.
Bionahrungsmittel seien spätestens 2019 keine Nischenprodukte mehr, sondern im Mainstream angekommen, melden die Wirtschaftsjournalisten des Deutschlandfunks. Bereits 2017 hatten die deutschen Öko-Anbau-Betriebe erstmals die Marke von zehn Milliarden Euro Umsatz übertroffen mit einem Plus von sechs Prozent. Der Branchenverband Bund Ökologische Lebensmittelwirtschaft sah für 2018 erneut einen Anstieg in ähnlicher Größenordnung. Auch die bedeutende Gesellschaft für Konsumforschung sagt, Bio sei inzwischen Mainstream geworden.

## Arten von Biokost
Milchprodukte, Backwaren, Gemüse und Obst sind häufig nachgefragte Bio-Lebensmittel. Bearbeitete Bio-Lebensmittel werden meist in Supermärkten, Naturkostfachgeschäften und Biosupermärkten verkauft. Bearbeitete Bio-Lebensmittel enthalten meistens nur (oder zumindest ausdrücklich angegebene) Bio-Zutaten und keine künstlichen Lebensmittelzusatzstoffe, wie Farb- und Konservierungsstoffe, Geschmacksverstärker, künstlichen Aromen oder Stabilisatoren. Außerdem dürfen die Endprodukte nicht durch künstliche Methoden, Materialien oder Prozesse wie beispielsweise künstliche Reifungen oder Lebensmittelbestrahlung bearbeitet worden sein. Ob Bio-Lebensmittel qualitativ besser sind als konventionell hergestellte Produkte untersucht die Stiftung Warentest regelmäßig im Rahmen von Lebensmitteluntersuchungen.

## Gesundheitliche Wirkungen
Unterschiede in gesundheitlichen Wirkungen zwischen konventionell hergestellten und Bio-Lebensmitteln waren Gegenstand zahlreicher Studien. Insgesamt kamen die Untersuchungen zu keinen eindeutigen Ergebnissen, für gesundheitliche Vorteile von Bio-Lebensmitteln wurden in zahlreichen Studien keine klaren Belege gefunden. Meist wiesen Bio-Lebensmittel weniger Rückstände von Pflanzenschutzmitteln auf. Eine neuere Studie der EFSA zeigt eine deutlich geringere Pestizid-Belastung bei Bio-Lebensmitteln. In manchen Untersuchungen wurden höhere Nährstoffgehalte gefunden. Für positive Wirkungen von Bio-Lebensmitteln auf die Gesundheit gibt es derzeit keine klaren Belege. Eine Studie basierend auf Daten zu 600.000 Frauen deutet darauf hin, dass es keinen Zusammenhang zwischen dem Konsum von Bio-Lebensmittel und einem verringerten Krebsrisiko gibt; es könnte aber ein vermindertes Risiko geben, an einem Non-Hodgkin-Lymphom zu erkranken. Eine weitere Studie zeigt den gleichen Effekt bei Non-Hodgkin-Lymphom und ein verringertes Risiko für postmenopausalem Brustkrebs.
Teilweise stark verarbeitetes Convenience Food kommt auch bei Bio-Produkten vor, welches zu negativen gesundheitlichen Folgen führen kann.

### Pestizidrückstände
Einer Übersichtsarbeit aus dem Jahr 2006 zufolge wurden in konventionellen Lebensmitteln ca. drei- bis fünfmal so häufig Pestizidrückstände gefunden wie in biologischen Lebensmitteln. Vergleicht man die Proben, bei denen Pestizidrückstände gefunden wurden, so war die Belastung bei biologischen Lebensmitteln meist geringer. Allerdings waren Rückstände auch bei konventionell erzeugten Nahrungsmitteln zu gering, um eine Gesundheitsgefahr darzustellen.
Eine im Jahr 2014 erschienene Übersichtsarbeit kam zu einem ähnlichen Resultat. Sie ergab, dass in konventionellem Obst, Gemüse und konventionellen Feldfrüchten viermal so häufig Pestizidrückstände enthalten sind wie in biologisch angebauten. Die Zahl der Studien war noch zu gering, um wissenschaftlich robuste Aussagen zu treffen. Aussagen über gesundheitliche Wirkungen ließen sich nicht treffen.
Eine Übersichtsarbeit aus dem Jahr 2012 fand zwei Untersuchungen, die von geringeren Pestizidrückständen im Urin von Kindern berichteten. Das Risiko, Grenzwerte in der Aufnahme von Pestiziden zu überschreiten, war beim Konsum von Bio-Lebensmitteln geringer.
Die Unterscheidung zwischen natürlichen und synthetischen Pestiziden zur Beurteilung ihrer Gesundheitswirkung wird in der medizinischen Forschung als problematisch angesehen. Es besteht chemisch kein Unterschied zwischen einem synthetisch hergestellten und demselben natürlich vorkommenden (d. h. von der Pflanze synthetisierten) Pestizid. Eine Analyse von 52 natürlichen Pestiziden ergab, dass 27 davon in hohen Dosen auf Nagetiere krebserregend wirkten. Diese Pestizide sind auch in gewöhnlichen Nahrungsmitteln enthalten, oft in einer vielfach höheren Konzentration als Rückstände synthetischer Pflanzenschutzmittel insgesamt. Forscher vermuten, dass körpereigene Abwehrmechanismen gegen toxische natürliche Pestizide in ähnlicher Weise auch gegen synthetische Pestizide wirken könnten. Synthetische Pestizide könnten deshalb eine relativ unbedeutende Gesundheitsgefahr darstellen. Das Risiko, das von einem Pestizid ausgeht, hängt von seiner speziellen Wirksamkeit und der Kombination mit anderen Pestiziden ab, und lässt sich nicht anhand der Quelle, natürlich oder synthetisch, beantworten.

### Nährstoffgehalt
Die amerikanische Ernährungswissenschaftlerin Virginia Worthington kam in einem Review von 41 veröffentlichten wissenschaftlichen Studien, die den Nährwert ökologisch und konventionell angebauten Gemüses, Obstes und Getreides verglichen, zu dem Schluss, dass ökologische Lebensmittel signifikant mehr Nährstoffe verschiedener Gruppen enthalten. Durchschnittlich enthielt Biorohware 27 % mehr Vitamin C, 21,1 % mehr Eisen, 29,3 % mehr Magnesium und 13,6 % mehr Phosphor. Zusätzlich enthielten die Bioprodukte 15,1 % weniger Nitrate als die konventionelle Vergleichsgruppe. Ein Einfluss auf die Gesundheit wurde dadurch nicht nachgewiesen.
In einer Studie des Senats der Bundesforschungsanstalten wurden geringfügige Unterschiede im Nährstoffgehalt von ökologisch und konventionell angebautem Gemüse festgestellt, allerdings verhindern widersprüchliche Ergebnisse eindeutige Folgerungen. Für die Erfassung des gesundheitlichen Wertes von Gemüse nach Anbauverfahren sind laut dem Bericht weitere Untersuchungen der funktionellen Unterschiede – beispielsweise antioxidatives sowie antimutagenes Potential – notwendig.
Eine Reihe weiterer Studien verglich ebenfalls den Nährstoffgehalt, teilweise wurde ein signifikant höheren Nährstoffgehalt gefunden, vor allem bei organischen Säuren und Polyphenol-Verbindungen, teilweise gab es keine bedeutenden Unterschiede. Es gibt auch gesundheitsschädliche Pflanzenstoffe, hier kommen manche bei Bio-Lebensmitteln, andere bei konventionellen Lebensmitteln häufiger vor.
Eine 2009 veröffentlichte Übersichtsarbeit der University of London identifizierte 55 relevante Studien, die zwischen 1958 und 2008 veröffentlicht worden waren, den Nährstoffgehalt konventioneller und ökologischer Lebensmittel verglichen und ausreichende Qualität aufwiesen. Für die meisten untersuchten Nährstoffe wurden keine signifikanten Unterschiede festgestellt. Stickstoffe waren eher in konventionellen Produkten in höherer Konzentration enthalten, Phosphor und Titrierbare Gesamtsäuren in Bio-Lebensmitteln.
Einige Untersuchungen weisen gemäß BMEL darauf hin, dass Bio-Lebensmittel eine vergleichsweise höhere Trockenmasse aufweisen. Dies wird auf langsamere Wachstums- und Reifezeiten zurückgeführt.
Ein im September 2012 veröffentlichtes Review von Wissenschaftlern der Stanford University fand lediglich für Phosphor konsistent signifikant höhere Konzentrationen in Bio-Lebensmitteln, die allerdings nicht klinisch bedeutsam waren. Es kam zu dem Schluss, dass die Forschung bisher keine deutlichen Beweise für einen signifikant höheren Nährstoffgehalt ökologisch produzierter Lebensmittel liefern konnte.
Eine Übersichtsarbeit aus dem Jahr 2014, die 343 Publikationen auswertete, fand einen höheren Gehalt an Antioxidantien, vor allem Polyphenolen. Die höhere Konzentration von Polyphenolen könnte den Autoren zufolge am ehesten zu einer verbesserten Ernährung beitragen. Ob dies tatsächlich der Fall ist und sie einen gesundheitlichen Vorteil bietet, ist unklar.
Es gibt bislang nur wenige Untersuchungen zu etwaigen aus unterschiedlichen Nährwerten herrührenden Gesundheitswirkungen selbst. Ein Review der University of London identifizierte zwölf relevante Untersuchungen zwischen 1958 und 2008. Es kam zu dem Schluss, dass es keine Belege für mit dem Nährstoffgehalt verbundene gesundheitliche Wirkungen durch den Konsum ökologisch statt konventionell produzierter Nahrungsmittel gibt.

### Schwermetalle
Bio-Lebensmittel enthalten oft deutlich geringere Konzentrationen von Cadmium. Für Blei und Arsen gibt es keine signifikanten Unterschiede. Da sich Schwermetalle im menschlichen Körper anreichern, ist eine geringere Aufnahme wünschenswert. Genaue Erkenntnisse über etwaige gesundheitliche Vorteile aus der geringeren Cadmium-Konzentration liegen jedoch nicht vor.

### Antibiotikaresistente Bakterien
Es gibt wissenschaftliche Belege, dass der Konsum von Hühner- und Schweinefleisch aus ökologischer statt konventioneller Landwirtschaft die Exposition gegenüber mehrfach-antibiotikaresistenten Bakterien verringern kann.

## Genusswert
Wissenschaftliche Studien, in denen Probanden Geschmackstests unterzogen wurden, haben die Annahme, dass ökologisch erzeugte Lebensmittel generell besser schmecken, nicht bestätigt. In manchen Fällen erhielten ökologische, in anderen konventionelle Produkte bessere durchschnittliche Geschmacksbeurteilungen. Nicht alle Studien hatten dabei zum Ziel, die Geschmackseffekte ökologischer Anbau- und Aufzuchtmethoden (z. B. Pflanzenschutz- und Düngemittel oder Freilandhaltung) vollständig zu isolieren, was teilweise seitens der Wissenschaft gefordert wird. So ging es unter anderem auch darum, herauszufinden, ob ökologische Lebensmittel entsprechend gängiger Werbebotschaften besser schmecken als konventionelle. In diesem Zusammenhang warb die britische Supermarktkette Tesco damit, dass der Konsument einen Geschmacksunterschied zwischen ökologisch und konventionell erzeugtem Obst und Gemüse feststellen würde. Die Advertising Standards Authority konnte in einer Studie den Wahrheitsgehalt dieser Aussage nicht bestätigen und hielt Tesco 2000 an, seine Werbebroschüre entsprechend zu ändern.

## Bioprodukt-Anteil am Lebensmittelumsatz
| Land                   | Anteil (%) am Gesamtumsatz von Lebensmitteln (2018) |
| ---------------------- | --------------------------------------------------- |
| Belgien                | 3,0                                                 |
| Dänemark               | 11,5                                                |
| Deutschland            | 5,3                                                 |
| Finnland               | 2,4                                                 |
| Frankreich             | 4,8                                                 |
| Italien                | 3,2                                                 |
| Kroatien               | 2,2                                                 |
| Luxemburg              | 8,0                                                 |
| Niederlande            | 4,7                                                 |
| Norwegen               | 1,7                                                 |
| Österreich             | 8,9                                                 |
| Polen                  | 0,2                                                 |
| Schweden               | 9,6                                                 |
| Schweiz                | 9,9                                                 |
| Vereinigte Staaten     | 5,7                                                 |
| Vereinigtes Königreich | 1,5                                                 |

Deutsche Verbraucher gaben pro Kopf 132 Euro im Jahr 2018 für ökologisch produzierte Lebensmittel aus. Absolut ist Deutschland zwar der größte Bio-Markt in Europa, beim Pro-Kopf-Umsatz liegen allerdings andere Länder vorne. Das meiste Geld für Öko-Produkte geben die Dänen und die Schweizer aus (je 312 Euro), gefolgt von den Schweden (226 Euro). Durchschnittlich kauften die Europäer für 51,1 Euro pro Jahr Bio-Lebensmittel, in der EU-28 waren es 73 Euro. Der Umsatz mit Bio-Produkten in Europa ist auf 40,69 Mrd. Euro angestiegen. Im Jahr 2021 wuchs der Bio-Marktanteil in der Schweiz um 0,6 Prozentpunkte auf 10,9 Prozent und der Pro-Kopf-Umsatz auf 425 Euro. 2023 stieg der Umsatz mit Bio-Lebensmitteln in Deutschland um fünf Prozent auf 16,1 Milliarden Euro.
In Dänemark und Schweden hatten die Supermärkte 2017 einen Marktanteil von über 90 % bei den Bio-Produkten. Am meisten Umsatz mit dem Verkauf von Bio-Lebensmitteln an Endverbraucher macht in Deutschland Aldi, gefolgt Edeka und Rewe und in der Schweiz Coop, gefolgt Migros. Coop und Migros werden vom Preisüberwacher kritisiert, weil sie ihre Marktmacht durch überhöhte Gewinnmargen ausnützen würden.
Bio-Lebensmittel spielen zunehmend auch bei der Außer-Haus-Verpflegung und somit in Großküchen und Kantinen eine Rolle. So hat sich etwa das Netzwerk deutscher Biostädte zum Ziel gesetzt, den Anteil an Bio-Produkten in ihren kommunalen Kantinen, aber auch bei den Mahlzeiten in kommunal betriebenen Schulen und Kindertagesstätten zu steigern. Stuttgart plant beispielsweise, den Anteil an Bioprodukten bei den Zutaten für die Mittagessen in Kindertagesstätten von ca. 27 % im Jahr 2013 auf 50 % im Jahr 2022 zu steigern. Die Stadt München hat den Wert von 50 % bereits erreicht. Im Bereich Systemgastronomie ist der Anteil von Bio-Lebensmitteln ebenfalls im Steigen. Laut einer Umfrage einer Fachzeitschrift bieten etwa 12 %  der befragten Küchen Nahrungsmittel und Getränken an, die zu 80 bis 100 % Prozent aus ökologischer Produktion stammen. Etwas weniger als die Hälfte der Betriebe der Systemgastronomie gaben in der gleichen Umfrage an, dass sie einen Anteil von 20 bis 80 % Bio-Lebensmittel verwendeten.